# Esaclorofene
L'esaclorofene è una sostanza disinfettante e battericida, utilizzata per formulazioni ad uso esterno e per la disinfezione della mucosa orale come saponi e dentifrici.
Si presenta sotto forma di polvere di colore bianco, quasi inodore o con un lieve odore di fenolo.
Assorbito per via cutanea, ad alte concentrazioni può risultare letale.

## Sintesi
L'esaclorofene si ottiene per condensazione del 2,4,5-triclorofenolo con formaldeide in presenza di acido solforico che funge da disidratante. Si procede facendo reagire l'1,2,4,5-tetraclorobenzene con idrossido di sodio a 160 °C. Poiché la reazione avviene solo in presenza di un eccesso di alcali, accanto al 2,4,5-triclorofenolo necessario per la produzione dell'esaclorofene, si forma anche un suo sottoprodotto di condensazione, la 2,3,7,8-tetraclorodibenzodiossina, meglio nota come diossina, che si forma per condensazione di due molecole di 2,4,5-triclorofenolo.